# 许洪云
许洪云（1919年—1996年12月12日），男，山东临朐人，中华人民共和国军事人物，曾任济南军区政治部主任，济南市革命委员会主任。